# Klaus Madritsch
Klaus Madritsch (* 6. September 1943 in Neumarkt) ist ein österreichischer Politiker (ÖVP) in Ruhe. Er war von 1989 bis 2008 Abgeordneter zum Tiroler Landtag.

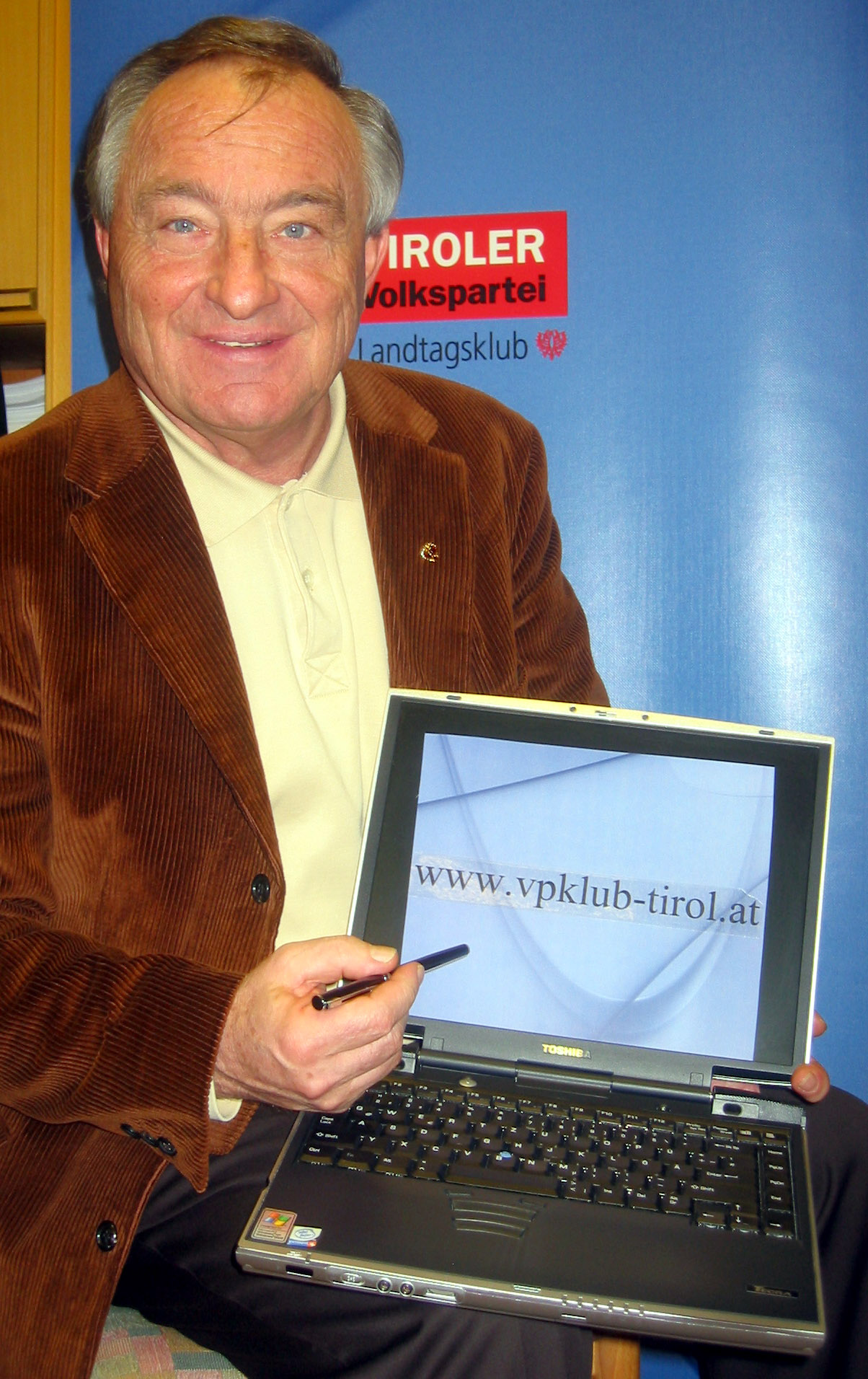
Klaus Madritsch

## Ausbildung und Beruf
Klaus Madritsch besuchte von 1949 bis 1953 die Volksschule in Jenbach und dann bis 1957 die Hauptschule in Schwaz. Danach absolvierte er die Lehrerbildungsanstalt Innsbruck und legte 1962 die Matura ab. Er erwarb die Lehrbefugnis für Volks-, Haupt- und Polytechnische Schulen und arbeitete ab 1962 als Lehrer. Er war zuerst von 1962 bis 1963 an den Volksschule Bruck am Ziller tätig und wechselte danach an die Hauptschule Fiecht. Von 1984 bis 1994 war er Direktor der Hauptschule Weer. 
Neben seiner Tätigkeit als Lehrer studierte Madritsch ab 1976 Erziehungswissenschaften und Psychologie an der Universität Innsbruck. 1981 schloss er sein Studium mit der Promotion ab. 1982 bis 1994 arbeitete Madritsch auch als Professor für Humanwissenschaften an der Religionspädagogischen Akademie in Schwaz.

## Politik
Klaus Madritsch war zwischen 1988 und 2004 Bezirksobmann des Arbeiter- und Angestelltenbundes Schwaz. Am 4. April 1989 zog Madritsch als Abgeordneter in den Tiroler Landtag ein. Er war von 1989 bis 1994 Obmann des Ausschusses für Kunst, Kultur und Schule, zwischen 1994 und 2003 Obmann des Rechts- und Gemeindeausschusses und seit 2003 Obmann des Ausschusses für Rechts-, Gemeinde- und Bauangelegenheiten. Seit dem 5. April 1994 war er zudem Klubobmann des Landtagsklubs der Tiroler Volkspartei. Da Madritsch für die Landtagswahl 2008 keinen sicheren Platz auf der Landesliste erhalten hatte, schied er am 1. Juli 2008 aus dem Landtag aus.
Im Jahr 2010 erhielt Madritsch das Ehrenzeichen des Landes Tirol.